# Gaultheria alnifolia
Gaultheria alnifolia är en ljungväxtart som först beskrevs av Dun, och fick sitt nu gällande namn av A. C. Smith. Gaultheria alnifolia ingår i släktet Gaultheria och familjen ljungväxter. Utöver nominatformen finns också underarten G. a. grata.